# Leo Levi
Leo Levi (Casale Monferrato, 1912 – Gerusalemme, 1982) è stato un musicologo italiano.

## Biografia
Leo Levi fu il primo a studiare le tradizioni musicali orali dell'ebraismo italiano. Discendente da una famiglia di rabbini italiani, aveva tentato di proporre una tesi di Laurea all'Università di Torino sulla musica nelle sinagoghe italiane ma l'ascesa al potere del fascismo e la diffusione dell'antisemitismo in Italia lo indussero a studiare agraria e a immigrare in Palestina. Fu arrestato in due occasioni durante i suoi studi universitari per attività sovversive. Fervente sionista, emigrò in Palestina nel 1935.
Finita la seconda guerra mondiale, rientrò in Italia e si dedicò allo studio della musica ebraico-italiana. Ha collaborato con il Centro Nazionale di Studi di Musica Popolare presso l'Accademia Nazionale di Santa Cecilia a Roma con altri etnomusicologi italiani operanti nel settore, come Giorgio Nataletti. Ha partecipato attivamente al progetto di registrazioni sul campo fatte dalla RAI per raccogliere e conservare musiche tradizionali italiane, che sono attualmente conservate negli archivi di Santa Cecilia. 
Levi fu anche un ricercatore presso il Jewish Music Research Center dell'Università Ebraica di Gerusalemme in Israele. 
Fu pioniere dello studio delle musiche ebraiche in Italia, in un importante articolo nella Encyclopaedia Judaica, elencò “sei tradizioni stilistiche” dando a Roma un posto autonomo.
Un'antologia delle registrazioni di Leo Levi, attualmente conservate presso gli Archivi di Etnomusicologia dell’Accademia Nazionale di Santa Cecilia a Roma e la Fonoteca di Stato della Biblioteca Nazionale e Universitaria di Gerusalemme, è apparsa nel 2001 a cura di Francesco Spagnolo.